# EJTV
EJTV (Acrónimo de Enlace Juvenil Televisión) es un canal de televisión neocarismático de origen costarricense que emite videoclips musicales, además este es el único canal musical especializado en música cristiana contemporánea.

## Programación
- Life News
- Al Aire
- Desafío Urbano
- Escena juvenil
- Estilo Libre
- Fe Urbana
- Garaje Rock
- Juventud por Cristo
- Music 4 my People
- El Tren
- De la visión a la acción
- Realidades
- Otra Cabeza
- En la Selva
- Retorno 360
- Backstage
- Hora de Recreo
- A una Voz
- Música Cristiana